# March 701
Chronologie des modèles (1970 - 1971)
Aucun March 711
La March 701 est une monoplace de Formule 1 ayant couru les championnats du monde de Formule 1 1970 et 1971.

## Historique
La March 701 est la première monoplace de Formule 1 conçue par March Engineering. Elle fait ses débuts en compétition au Grand Prix d'Afrique du Sud, où Jackie Stewart réalise la pole position et finit troisième.
La March 701 termine troisième du championnat des constructeurs en 1970, devant Brabham et derrière Ferrari.
Chris Amon termine huitième du championnat du monde, devant Jean-Pierre Beltoise et derrière Pedro Rodríguez.

## Pilotes
La March 701 a été pilotée par de nombreux pilotes et sous les couleurs de nombreuses écuries.

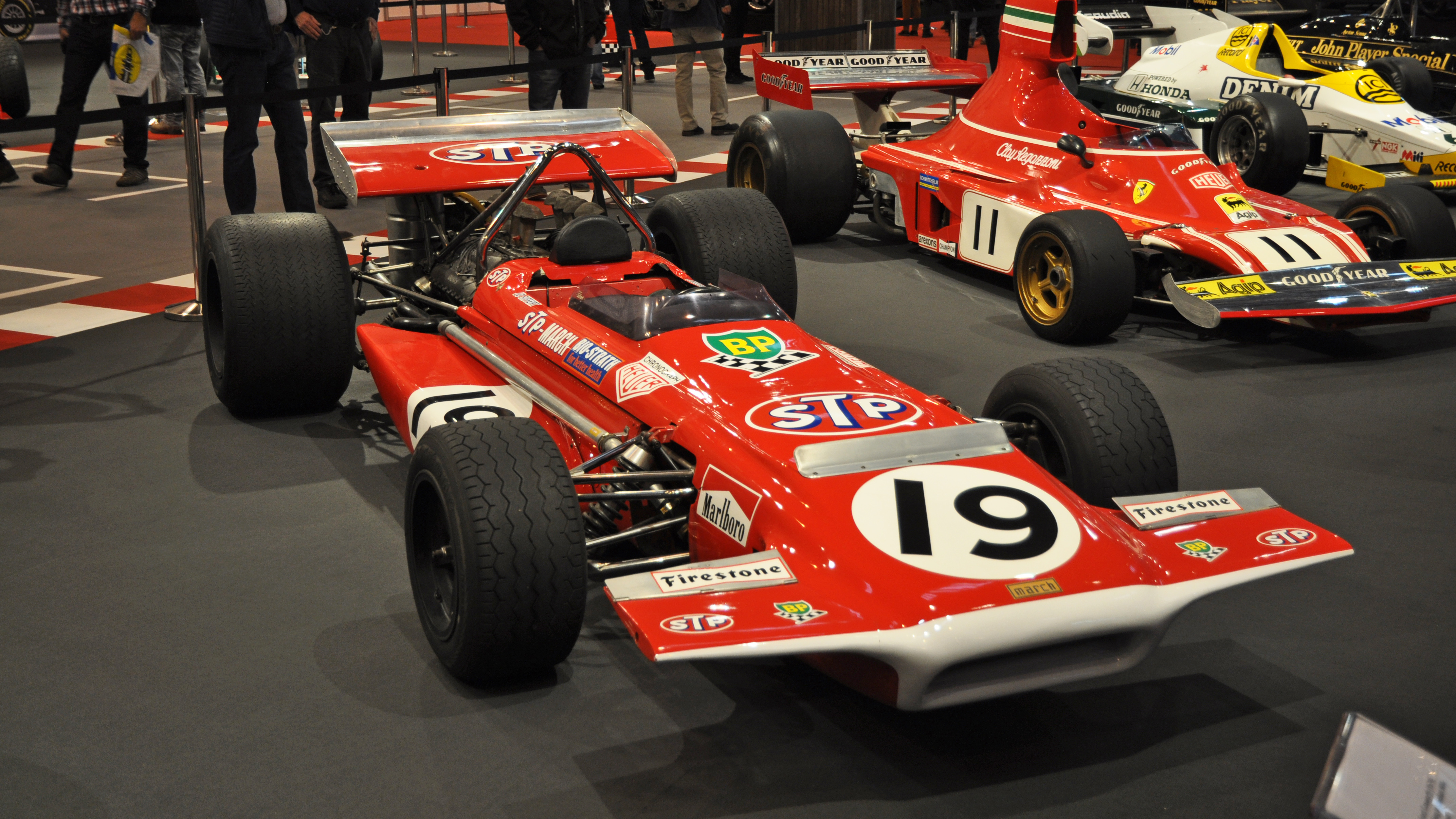
March 701 exposée à l'Essen Motor Show en 2015.

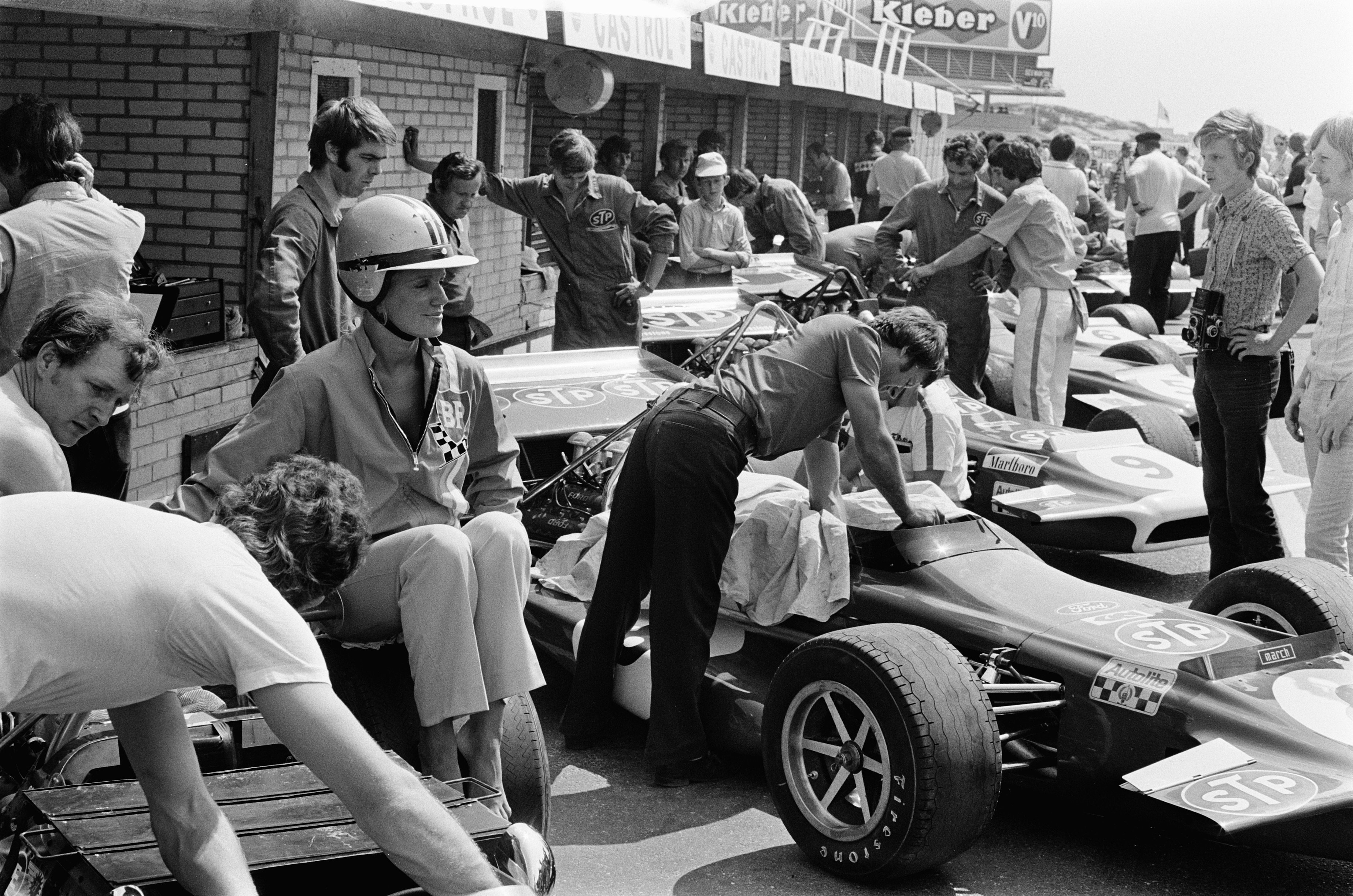
Les March 701 de Chris Amon et Joseph Siffert au Grand Prix des Pays-Bas 1970.

- Chris Amon
- Mario Andretti
- Derek Bell
- Mike Beuttler
- François Cevert
- Hubert Hahne
- Jean-Pierre Jarier
- John Love
- Jean Max
- François Mazet
- Carlos Pace
- Henri Pescarolo
- Ronnie Peterson
- Johnny Servoz-Gavin
- Jo Siffert
- Jackie Stewart